# الشفاويات
الشفاويات منطقة عراقية، بناحية النخيب بقضاء الرطبة بمحافظة الأنبار بهضبة الوديان بالبادية العراقية غرب العراق، وهي أرض خصبة تهطل عليها أمطار ديمية غزيرة فتسيل في مجاري الأودية، ذكرَ مكي الجميل في كتابه (البدو والقبائل الرحالة في العراق) المنشور سنة 1956م أن الشفاويات عَمّرَها الشيخ محروت بن فهد الهذال رئيس عشائر عنزة بالعراق وقال إنها "أصبحت منطقة صالحة للزراعة بفضل تشجيع رئيس العشيرة لعشيرته لمزاولة هذه الحرفة".